# Edwin D. Ricketts

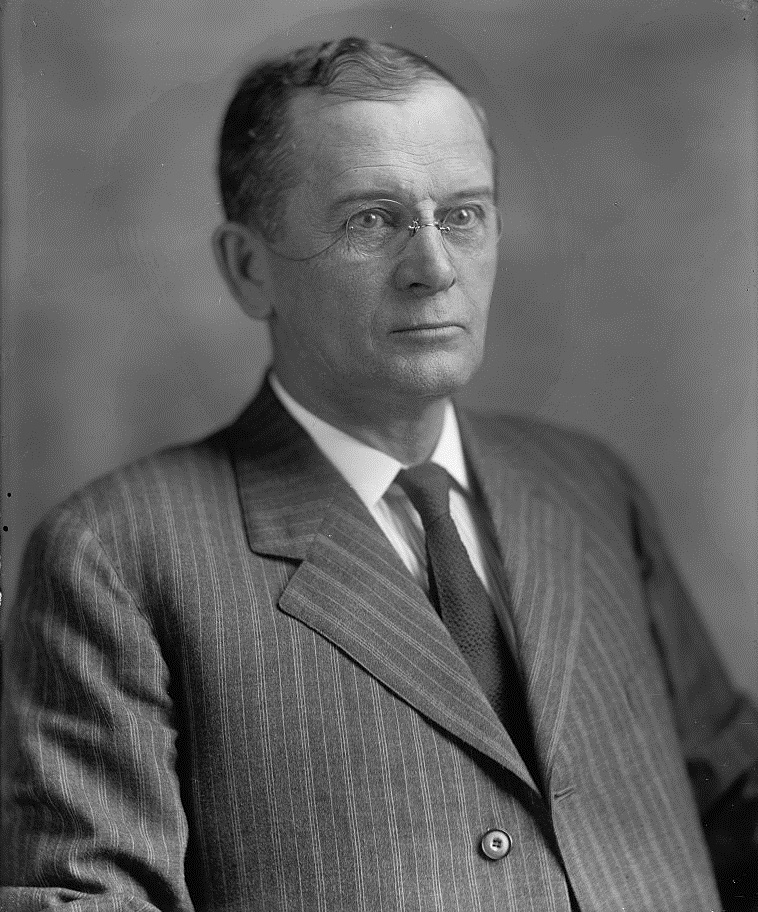
Edwin D. Ricketts

Edwin Darlington Ricketts  (* 3. August 1867 bei Maxville, Perry County, Ohio; † 3. Juli 1937 in Logan, Ohio) war ein US-amerikanischer Politiker. Zwischen 1915 und 1917 sowie nochmals von 1919 bis 1923 vertrat er den Bundesstaat Ohio im US-Repräsentantenhaus.

## Werdegang
Edwin Ricketts besuchte die öffentlichen Schulen seiner Heimat und arbeitete danach zwölf Jahre lang im Schuldienst als Lehrer und Schulleiter. Nach einem Jurastudium und seiner 1899 erfolgten Zulassung als Rechtsanwalt begann er in Logan in diesem Beruf zu praktizieren. Gleichzeitig schlug er als Mitglied der Republikanischen Partei eine politische Laufbahn ein. Bei den Kongresswahlen des Jahres 1914 wurde er im elften Wahlbezirk von Ohio in das US-Repräsentantenhaus in Washington, D.C. gewählt, wo er am 4. März 1915 die Nachfolge des Demokraten Horatio C. Claypool antrat, den er bei der Wahl geschlagen hatte.
Da er im Jahr 1916 gegen Claypool verlor, konnte er bis zum 3. März 1917 zunächst nur eine Legislaturperiode im Kongress absolvieren. Bei den Wahlen des Jahres 1918 wurde er erneut im elften Distrikt seines Staates in den Kongress gewählt, wo er am 4. März 1919 Claypool wieder ablöste. Nach einer Wiederwahl konnte er dort bis zum 3. März 1923 verbleiben. In den Jahren 1919 und 1920  wurden der 18. und der 19. Verfassungszusatz ratifiziert. Dabei ging es um das Verbot des Handels mit alkoholischen Getränken bzw. um die bundesweite Einführung des Frauenwahlrechts. Im Jahr 1922 wurde Edwin Ricketss nicht wiedergewählt.
Nach dem Ende seiner Zeit im US-Repräsentantenhaus betätigte er sich wieder als Anwalt. Im Juni 1928 nahm er als Delegierter an der Republican National Convention in Kansas City teil, auf der Herbert Hoover als Präsidentschaftskandidat nominiert wurde. Er starb am 3. Juli 1937 in Logan, wo er auch beigesetzt wurde.